# Rose Tico
Personnage de fiction apparaissant dans
Star Wars.
Rose Tico est un personnage de fiction dans la franchise Star Wars qui apparaît pour la première fois dans Star Wars, épisode VIII : Les Derniers Jedi (2017). Mécanicienne dans la Résistance, elle devient l'amie de Finn et l'aide pour que la Résistance échappe au Premier Ordre. Rose est jouée par Kelly Marie Tran.
Rose est imaginée par le scénariste et réalisateur Rian Johnson quand il choisit de transformer une intrigue secondaire qui à l'origine concernait Finn et Poe Dameron. The Last Jedi est le premier rôle majeur de Kelly Marie Tran.
Les événements concernant ce personnage avant le film sont racontés dans le roman Star Wars: The Last Jedi: Cobalt Squadron (2017), dans lequel Rose et sa sœur aînée Paige sont les personnages principaux. Dans ce livre, on apprend que les deux sœurs ont rejoint la Résistance après que le Premier Ordre eut ravagé leur monde. Rose donne un visage aux sans-grades qui ont rejoint la Résistance. Elle a une influence positive sur Finn. Johnson avait prévu que le personnage de Rose soit sarcastique et colérique mais il l'a fait évoluer en s'inspirant de la personnalité de Tran.
Tran a fait un lien entre ce qu'est supposé avoir vécu son personnage et ce qui est arrivé à sa famille durant la guerre du Viêt Nam. Le personnage a été très apprécié des critiques et des fans,,. Plusieurs ont été satisfaits car Tran et le personnage sont un modèle bénéfique pour les femmes de couleur. Cependant, Tran a été victime d'attaques racistes et sexistes sur internet,, ce qui l'a conduit à abandonner définitivement son compte Instagram. De nombreux fans et des célébrités ont pris la défense de Tran et elle a répondu à ces attaques dans une tribune pour le The New York Times. Pour son rôle dans The Last Jedi, Tran a été nommée comme meilleur second rôle aux Prix Saturn.
Rose revient dans Star Wars, épisode IX : L'Ascension de Skywalker (2019), le dernier chapitre de la trilogie. Elle a monté en grade et occupe un poste à responsabilité. Toutefois, le personnage est beaucoup moins présent, ce qui a entraîné des récriminations de la part des critiques et des fans. Certains ont accusé la production d'avoir réduit l'importance du personnage après la campagne de cyber-harcèlement contre Tran. Le coscénariste Chris Terrio a rejeté ces accusations.